# Die schöne Helena (Film)
Die schöne Helena (OT: Helen of Troy, alternativer deutscher Titel: Der Untergang von Troja) ist ein italienisch/US-amerikanischer Abenteuerfilm von Robert Wise aus dem Jahr 1956. Der Film hält sich lose an die Ilias von Homer. Die Uraufführung fand am 26. Januar 1956 statt.

## Handlung
Um Handelsbeziehungen für das von den Griechen zerstörte und nun wieder aufgebaute Troia zu ermöglichen, möchte Prinz Paris, Sohn des Priamos, mit den Griechen Frieden schließen. Priamos gibt ihm ein Schiff. Die Priesterbefragungen scheinen günstig - Kassandras Prognose ausgenommen. Weiter bemängelt der hohe Priester, dass Paris nur Aphrodite verehrt. Der Sohn des Priamos tritt die Reise mit Aeneas an. Auf See gelangt das Schiff in einen Sturm, Paris geht über Bord und strandet in Sparta.
Dort wird er von Helena, die ihre Amme besucht, gefunden. Als Schiffbrüchiger, noch benommen, glaubt er in ihr die Göttin der Liebe vor sich zu haben. Nach anfänglicher Skepsis erkennt Helena, die sich ihm gegenüber als Sklavin ausgibt, an seinem Gebaren die edle Abstammung des Prinzen, versorgt ihn und empfiehlt ihm die Flucht mit einem nahe gelegenen phönikischen Schiff. Auch erfährt Paris, bereits verliebt in sie, dass eine Tagung der Griechenfürsten bevorsteht. Er macht sich auf dem Weg zum Palast des Menelaos.

Die Atriden, Ajax, Diomedes und Nestor sind dort bereits anwesend. Odysseus trifft ein ("Seid gegrüsst Piratenbrüder"), kurz nach ihm Achill, welcher mit Ajax in Streit gerät.

„Achill: Ich und mein treuer Freund Patroklos. Wir beide sind allein imstande uns jedes Gegners zu erwehren.

Ajax: Daran zweifle ich!

Achill: Wer?

Ajax: Ich, Ajax!

Achill: Ajax, der mich nachahmt? Du eitler dünkelhafter Gernegroß.

Ajax (zu allen): Um ihn nachzuahmen braucht ich  einen dreifachen Panzer. Nur daher stammt sein Ruhm, er ist unverwundbar.

Achill (zu allen): Bringt ihn zum Schweigen. Es wäre gefährlich, mich in Zorn zu bringen.

Ajax (zu allen) Seine Haut ist in Wahrheit so leicht zu verletzen, wie seine Eitelkeit. Und seine Ferse erst, die schmerzt bereits der Druck des Leders!

Achill: Ich kämpfe nicht mit den Füßen, Ajax. [....]

Menelaos: Genug Gestreit. Wir müssen Zwietracht meiden.

Odysseus: Du verlangst Unmögliches. Wir waren uns nie einig und werden es niemals sein.“

Paris triff ein und stellt sich und sein Friedensangebot vor. Sofort ist zu hören, dass keineswegs alle Griechenfürsten einen Krieg gegen Troia wollen. Insbesondere Nestor und Diomedes sind an einem Frieden interessiert. Für die Kriegstreiber Menelaos und Agamemnon ist es nun günstig zu bezweifeln, dass es sich bei ihren Besucher um den troianischen Prinzen handelt. Da Paris im Ruf steht, ein guter Faustkämpfer zu sein, schlagen sie einen Faustkampf vor. Ajax tritt gegen ihn an. Als die im Palast eingetroffene Helena, von Paris unbemerkt, einem Teil des Kampfes beiwohnt, muss Menelaos erkennen, dass sie dem Troianer bereits begegnet ist. Nach dem Ende des Kampfes gibt er vor, mit Paris am nächsten Tag verhandeln zu wollen.

Helena erkennt, dass ihr Gatte Paris übel gesinnt ist, bereitet die Flucht des Troianers mit einem phönikischen Schiff vor und lässt ihn durch ihre Leibsklavin Andraste warnen. Sie verbringt mit ihm die Nacht am Strand, morgens werden sie von den Soldaten ihres Mannes überrascht. Paris entscheidet sich kurzerhand, mit ihr zu fliehen. Im Palast erkennen die Atriden die Tatsachen und rufen zum Krieg gegen Troia auf.

„Agamemnon: Er hat sie fort geschleppt - gegen ihren Willen.

Odysseus: Wie sie sich gewehrt haben wird und vergeblich um Hilfe gerufen. [...]

Agamemnon: Wir senden Herolde in alle Gaue und rufen zum heiligen Krieg um unsere Ehre auf.

Odysseus: So wird man ihn wohl später einmal nennen, diesen Krieg. [...]

Agamemnon: Es ist meine heilige Pflicht die Griechen anzuführen im Kampf um die Ehre meines Bruders.

Odysseus: (laut) Weise Worte Agamemnon. Ich werde dir folgen (leise, für sich) und dir sagen, was du zu tun hast, wie so oft schon.“

In der Stadt am Hellespont ist die Freude groß, als der tot geglaubte Prinz heimkehrt. Helena wird mit gemischten Gefühlen willkommen geheißen. Priamos und Hektor bereiten den Krieg vor.
Die griechische Flotte trifft ein. Auf den Rat des Odysseus hin wird zunächst ein Lager errichtet und der erste Angriff mit Rammen und fahrbaren Holztürmen gut vorbereitet.
Beim darauf folgenden Kampf gelingt es Paris, Hektor das Leben zu retten. Es kommt zu kurzen Zweikämpfen zwischen Achill und Hektor sowie Menelaos und Paris. Die Griechen müssen zum Rückzug aufrufen. Der von Achill tödlich verletzte Polydoros stirbt im Beisein seiner Brüder.
Die Griechen bereiten sich auf eine jahrelange Belagerung vor und unternehmen in der Umgebung von Troia Raubzüge. Als Agamemnon angeheitert und unüberlegt dem Achill eine Gespielin entreißt, entschließt sich der Pelide, nicht mehr zu kämpfen. Um den Krieg zu beenden und die Griechen zum Abzug zu bewegen, möchte sich Helena dem Menelaos ausliefern. Die Griechen nehmen eine entsprechende Vereinbarung dem Schein nach an. Nachdem Hektor sie übergeben hat, stellen die Griechen Tributforderungen. Paris gelingt es, Helena an sich zu reißen; bei der anschließenden Jagd in Streitwagen tötet er Patroklos.
Achill will den Tod des Patroklos im Zweikampf rächen, Hektor nimmt anstatt des Paris diese Herausforderung an. Der Kampf findet vor dem Skäischen Tor statt. Achill besiegt Hektor und schleift mit seinem Streitwagen dessen Körper vor die Stadtmauern. Bogenschützen schießen auf ihn, schließlich trifft ihn ein Pfeil des Paris tödlich in die Ferse.
Odysseus will den Siegestaumel, in dem sich die Troianer befinden, ausnützen und schlägt einen scheinbaren Abzug des Heeres vor. Gleichzeitig hat er bereits ein riesiges hölzernes Pferd zimmern lassen. Er geht davon aus, dass die Troianer das Pferd in ihre Stadt karren.
So geschieht es. Nach einer ausschweifenden Siegesfeier verlassen im Pferd versteckte Krieger das Ross und lassen die mittlerweile zurückgekehrten Griechenheere in die Stadt. Troia wird in Brand gesetzt und zerstört. Priamos befiehlt Aeneas, dem er Andromache und seinen Enkel anvertraut, und Paris die Flucht durch das Nordtor. Er und Hekabe werden von Menelaos gefangen genommen. Cassandra wird von Ajax im Tempel gekascht. Helena und Paris werden auf der Flucht von Menelaos aufgegriffen. Es kommt zum Zweikampf der Männer. Als Menelaos zu unterliegen droht, wird Paris von einem Soldaten von hinten erstochen.
Während der Rückreise denkt Helena an die Gespräche mit Paris.

## Entstehungsgeschichte
Als 1952 bereits ins Cinemascope gedreht wurde und eine Verwendbarkeit dieses und anderer Breitwandverfahren absehbar war, schien auch der Sagenkomplex um den Troianischen Krieg sehr interessant für eine Neuverfilmung.
Warner Brothers kündigte die Produktion dieses Films an, man dachte an Virginia Mayo oder Hedy Lamarr als Besetzung für die schöne Helena. Cecil B. DeMille verhandelte mit Paramount über eine Verfilmung dieses Themas, entschied sich dann jedoch für die Verfilmung von Die zehn Gebote
( mit Verweis auf). Lamarr spielte tatsächlich 1954 die Königin von Sparta, allerdings neben anderen Rollen in einem Episodenfilm mit moderner Rahmenhandlung (Frauen, OT: L'amante di Paride, engl. Titel Loves of Three Queens, The Face That Launched a Thousand Ships. Fassungen teilweise gekürzt)
Warner Bros. kauften 1953 die Verfilmungsrechte zu "Helen of Troy" von Carlo Ponti (sh. Eintrag im AFI, mit Verweis auf Hollywood Reporter, September 1953), welcher zu der Zeit mit Dino de Laurentis "Ulisse" (Die Fahrten des Odysseus) filmte.
Regisseur des Projekts wurde Robert Wise. Wie die Verfilmung der
Odyssee sollte auch dieser Streifen in den Cinecittà-Studios in Rom
gedreht werden.
Wise wollte weniger bekannte Schauspieler für die beiden Hauptrollen. Von Eileen Moore und Ann Gunning wurden Probeaufnahmen für die Hauptrolle gemacht (Quelle: imdb. Die Information ist mit derselben Formulierung, ohne weitere Details, mehrfach zu finden). Die Rolle der Helena ging an die bei der italienischen Lux Film unter Vertrag stehende Rossana Podestà, welche mit der zuvor gespielten Rolle der Nausikaa in Ulisse bereits Erfahrungen im konkreten Filmgenre machen konnte. Jacques Sernas spielte Prinz Paris, mit Podestà stand er bereits 1952 im Kinderfilm "Gli angeli del quartiere" (Engel aus der Kellerwohnung) vor der Kamera.
Der minoische Palast von Knossos auf Kreta diente als Modell für die Bauten der Stadt Troia (Troy: From Homer's Iliad to Hollywood Epic, 13 The Trojan War on the Screen: An Annotated Filmography; Editor Martin M. Winkler). Einzelne Einstellungen des ersten Angriffs der Griechen gegen Troia sind offenbar vom Angriff der Perser in der Babylon-Episode in David Wark Griffiths Film Intoleranz von 1916 beeinflusst. Das troianische Pferd wurde aus Balsaholz gezimmert und konnte leicht transportiert werden. Für die Bauten waren Edward Carrere und Ken Adam verantwortlich. Leiter der zweiten Aufnahmeeinheit war Yakima Canutt. Neben dem Briten Sir Cedric Hardwicke konnte man für den Film auch die Oscarpreisträger Max Steiner und Harry Stradling Sr. gewinnen.
Die Drehzeit währte von März bis August 1954, im Rechtsvermerk des Filmvorspanns ist 1955 vermerkt. Wise drehte den Film in Cinemascope mit in den Mittfünfzigern vergleichsweise kurzen Einstellungen für einen Breitwandfilm.
Für die Massenszenen wurden einige Tausend Statisten engagiert. Es wurden nicht genügend Kostüme bereitgestellt. In einigen Einstellungen, in denen lange Reihen von Soldaten marschieren, sind etwa die ersten vier Reihen bewaffnet und kostümiert zu sehen, gefolgt von Statisten in relativ einfacher Kleidung. An den Regieeinheiteten arbeiteten ungenannt auch Raoul Walsh und Sergio Leone mit. Walsh war bei Warner unter Vertrag und drehte einige Kampfszenen.
Podestà, Sernas, Brigitte Bardot und einige italienische Rollen wurden in der Originalfassung von britischen Akteuren synchronisiert. Sernas konnte wohl genügend Englisch, sein Timbre (Klangfarbe) vertrug sich aber nicht mit den übrigen, vorwiegend britischen, Darstellern der Troianer ("Unfortunately, although he had a fine speaking voice, the timbre didn't match the rest of the cast, and his voice was dubbed" - The Making of Helen of Troy, WIDE SCREEN MOVIES MAGAZINE).
Viele Quellen nennen Edmund Purdom als Synchronsprecher. Jedoch lässt 2005 gefundenes Material im Archiv von Warner Brothers auch den Schluss zu, dass Geoffrey Toone der Sprecher war (Helen of Troy - Film Score Rundowns,), das Material wurde im Rahmen einer Arbeit zur Musik von Max Steiner gesichtet. Über die Synchronsprecherin der Helena in der Originalfassung ist offenbar kein Dokument bekannt (unbestätigte Nennungen findet man auf imdb.com).
In der italienischen Synchronfassung wurde Podestà von Rosetta Calavetta (italienische Schauspielerin und Synchronsprecherin) synchronisiert.
Der Film hatte ursprünglich eine Vorführdauer von etwa 180 Minuten und wurde auf 121 Minuten gekürzt (Helen of Troy - Film Score Rundowns)
Die Titelsequenz des Films weist Jacques Sernas als "Jack Sernas" aus, Podestà ohne accent grave.
Die Uraufführung war eine Premiere in mehrfacher Hinsicht: Zum ersten Mal startete ein Film in verschiedenen Ländern gleichzeitig, in diesem Fall am 26. Januar 1956 in 56 Ländern.

## Rezeption und Wirkung
„Griechische Mythologie a la Hollywood: protzige Ausstattung, naiver Handlungsaufbau, läppische Dialoge - ein Film, der sich leider ernst nimmt.“

„Fader Historienschinken.“

Filmmaterial aus dem Streifen wurde wieder verwendet in
- The Story of Mankind (1957) - Szenen aus dem ersten Großangriff.
- Jason und die Argonauten (1963) - Streitwagen, die durch das Tor fahren, Kämpfe bei den Befestigungsanlagen.
- The Time Tunnel, Episode "Revenge of the gods" (1966) - Szenen, in denen das hölzerne Pferd in die Stadt gekarrt wird, sowie die Zerstörung Troias.

2003 wurden die Ereignisse um die Ilias neuerlich unter dem Originaltitel Helen of Troy (Helena von Troja) für das amerikanische Fernsehen verfilmt. Regie führte John Kent Harrison, in der Titelrolle ist Sienna Guillory zu sehen.

## Vergleich mit der Mythologie

### Ereignisse vor der Ilias
Zu Beginn des Films wird vom Erzähler eine voran gegangene Zerstörung Troias unter Führung von Sparta erwähnt, weswegen der Mauerbau erfolgte. Ein Feldzug von Herakles gegen Troia ist im 5. Gesang der Ilias und in Buch 2 der Bibliotheke des Apollodor nachzulesen. In letzterer Überlieferung wird auch der vor jenem Feldzug erfolgte Mauerbau durch Poseidon thematisiert.
Nach Acta diurna belli Troiani (Autor Dares Phrygius) ist der Grund für die Reise von Paris und Aeneas nach Sparta, Hesione zurückzuholen. Im Film ist es der Wunsch nach Frieden mit den Griechen und dem Aufbau von Handelsbeziehungen.
Das Urteil des Paris wird nicht erwähnt, wohl aber die Verehrung und Bewunderung von Paris gegenüber Aphrodite.
Die auch im Film erfolgten Warnungen von Kassandra sind in mehreren Quellen nachzulesen.
Sonst entspricht die im Film gezeigte Begegnung von Paris und Helena grob den Ausführungen in "Acta diurna belli Troiani". Paris ist in der Überlieferung jedoch kein Schiffbrüchiger mit zweifelhafter Identität.
Ein Zweikampf "Ajax gegen Paris" kommt nur im Film vor. Die Ilias berichtet von Zweikämpfen, die erst während des Krieges stattfanden, Paris gegen Menelaos (3. Gesang) sowie Ajax gegen Hektor (7. Gesang).
Zum Tod von Polydoros gibt es unterschiedliche Überlieferungen. Im Film wird er während der ersten Schlacht von Achill getötet, in der Ilias erst während des letzten Kriegsjahres (20. Gesang).

### ILIAS (Besuch von Chryses bis zur Bestattung Hektors)
Als im Zelt des Achill der vom Wein angeheiterter Agamemnon spontan eine namentlich nicht genannte Sklavin, mit der sich der Pelide zuvor beschäftigt hat, packt, fordert der Pelide Unterlassung und deklariert das Mädchen als sein Eigentum. Agamemnon lässt sie in sein Quartier bringen, Achill verweigert von nun an die Gefolgschaft.
Die Ereignisse um Chryseis und Briseis aus der Ilias sind im Film stark gekürzt. Nachdem Agamemnon dem Peliden die Sklavin geraubt hat, sind die Folgen der Nichtteilnahme der Myrmidonen an den Kämpfen im Streifen nicht zu bemerken.
Patroklos wird im Film von Paris getötet, in der Ilias (16. Gesang) von Hektor. Wie in der Ilias kommt es zum Zweikampf zwischen Achill und Hektor, der Pelide besiegt und tötet Hektor, den Körper des toten Gegners schleift er im Staub (22. Gesang).

### Ereignisse nach der Ilias
Achill wird, noch während er im Streitwagen fährt, von Paris, der dabei Zeus anfleht, mit einem Pfeil, der auf die Ferse trifft, getötet (Aeneis, 6. Buch, im Mythos jedoch mit Hilfe von Apollon).
Der im Film gezeigte Abzug der Griechen und das gebaute Troianische Pferd entsprechen der Aeneis (2. Buch). Die Äußerung von Laokoon haben die Drehbuchautoren jedoch Helena in den Mund gelegt (Ich fürchte die Griechen sogar, wenn sie Geschenke bringen).
Das Entfliehen von Aeneas wird im Film angedeutet.
Cassandra wird im Film vom großen Ajax im Tempel überwältigt und gewaltsam fort getragen. In Die Troerinnen ist das Aias der Lokrer, der Telamonier erlebte den Untergang Troias nicht.
Nach Quintus von Smyrna (Der Untergang Trojas, Buch 10 und 13) erlebte auch Paris die Zerstörung Troias nicht, er starb zuvor durch einen Bogenschützen, Helena heiratete seinen jüngeren Bruder Deiphobus, der wurde -so wie im Film Paris- von Menelaos erschlagen.

## DVD
Der Film erschien am 7. Mai 2004 auf DVD (Vorführdauer mit Ouvertüre 116 Minuten) unter dem Titel Der Untergang von Troja.